# Attraction (grammaire)
Pour les articles homonymes, voir Attraction.
En grammaire, le phénomène de l’attraction consiste en la contamination d’un pronom relatif, qui normalement devrait prendre le cas dicté par sa fonction dans la proposition, par son antécédent. Son cas est alors, de façon erronée, celui correspondant à la fonction de cet antécédent.
- En anglais, (exemple théorique)

This is the boss of the man whom I met yesterday. (correct)
This is the boss of the man whose I met yesterday. (contamination par attraction)
- En grec ancien, l’attraction est un phénomène plus courant, il se retrouve particulièrement dans la Septante ainsi que dans certains textes du Nouveau Testament. C’est un phénomène utilisé par la critique textuelle et l’exégèse.